# مایدان (نووی کنژواتس)
مایدان (به صربی: Majdan) یک منطقهٔ مسکونی در صربستان است که در Novi Kneževac Municipality واقع شده‌است. مایدان ۲۹۲ نفر جمعیت دارد و ۸۰ متر بالاتر از سطح دریا واقع شده‌است.